# Boynton (East Riding of Yorkshire)
Boynton is een civil parish in het bestuurlijke gebied East Riding of Yorkshire, in het Engelse graafschap East Riding of Yorkshire met 229 inwoners.

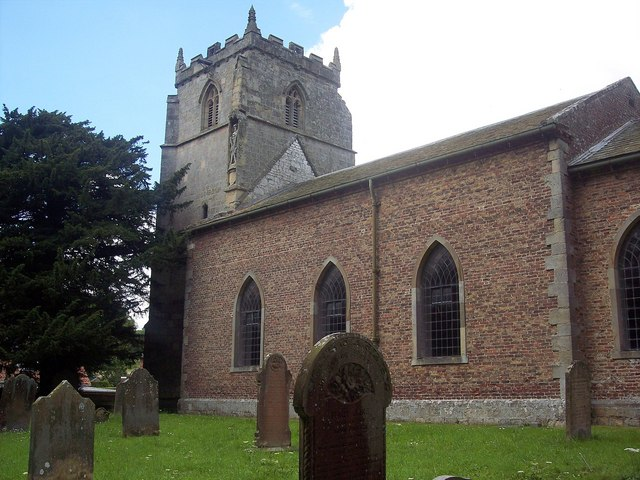
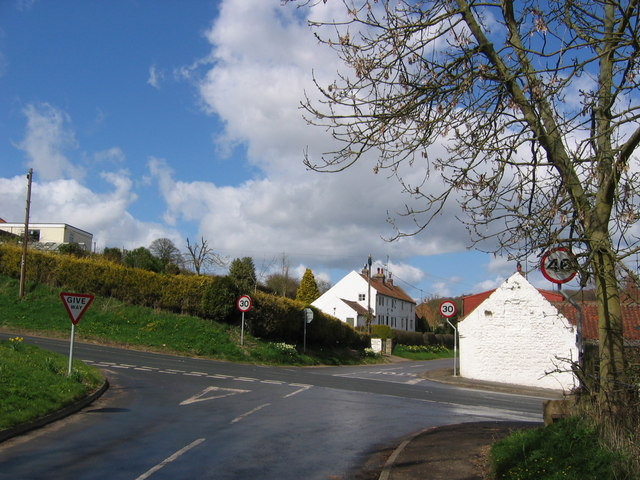